# Patrick O’Donoghue
Patrick O’Donoghue (ur. 4 maja 1934 w Mourne Abbey, zm. 24 stycznia 2021 w Mallow) – irlandzki duchowny rzymskokatolicki, posługujący w Wielkiej Brytanii. W latach 2001–2009 biskup diecezjalny Lancaster. 

## Życiorys
Święcenia kapłańskie przyjął 25 maja 1967 w archidiecezji westminsterskiej. Pełnił funkcje m.in. dyrektora duszpasterskiego (1973–1977) i rektora (1985–1990) diecezjalnego seminarium, a także administratora miejscowej archikatedry (1990–1993).
18 maja 1993 papież Jan Paweł II mianował go biskupem pomocniczym archidiecezji ze stolicą tytularną Tulana. Sakry udzielił mu 29 czerwca 1993 kardynał Basil Hume OSB, ówczesny arcybiskup metropolita Westminsteru. 5 czerwca 2001 został przeniesiony na urząd biskupa diecezjalnego Lancasteru, jego ingres do tamtejszej katedry miał miejsce 4 lipca 2001. 1 maja 2009, na cztery dni przed osiągnięciem biskupiego wieku emerytalnego (75 lat) opuścił swój urząd i od tego czasu pozostawał biskupem seniorem diecezji.